# Pseudothelphusinae
De Pseudothelphusinae zijn een onderfamilie van krabben (Brachyura) uit de familie Pseudothelphusidae.

## Geslachten
De Pseudothelphusinae omvatten de volgende geslachten:
- Achlidon Smalley, 1964
- Allacanthos Smalley, 1964
- Brasiliothelphusa Magalhães & Türkay, 1986
- Camptophallus Smalley, 1965
- Chaceus Pretzmann, 1971
- Colombiathelphusa Campos & Magalhães, 2014
- Ehecatusa Ng & Low, 2010
- Eidocamptophallus Rodríguez & Hobbs, 1989
- Elsalvadoria Bott, 1967
- Eudaniela Pretzmann, 1971
- Fredius Pretzmann, 1967
- Guinotia Pretzmann, 1965
- Hypolobocera Ortmann, 1897a
- Kingsleya Ortmann, 1897a
- Kunziana Pretzmann, 1971
- Lindacatalina Pretzmann, 1977
- Lobithelphusa Rodríguez, 1982
- Martiana Rodríguez, 1980
- Microthelphusa Pretzmann, 1968
- Moritschus Pretzmann, 1965
- Neopseudothelphusa Pretzmann, 1965
- Neostrengeria Pretzmann, 1965
- Odontothelphusa Rodríguez, 1982
- Oedothelphusa Rodríguez, 1980
- Orthothelphusa Rodríguez, 1980
- Phallangothelphusa Pretzmann, 1965
- Phrygiopilus Smalley, 1970
- Potamocarcinus H. Milne Edwards, 1853
- Prionothelphusa Rodríguez, 1980
- Pseudothelphusa de Saussure, 1857
- Ptychophallus Smalley, 1964
- Raddaus Pretzmann, 1965
- Rodriguezus M. R. Campos & Magalhães, 2005
- Smalleyus Alvarez, 1989
- Spirocarcinus Pretzmann, 1972
- Spirothelphusa Pretzmann, 1965
- Strengeriana Pretzmann, 1971
- Sylvathelphusa Villalobos & Álvarez, 2013
- Tehuana Rodríguez & Smalley, 1969
- Typhlopseudothelphusa Rioja, 1952
- Tzotzilthelphusa Villalobos & Álvarez, 2013
- Villalobosus Ng & Alvarez, 2000